# ديفيد برادفورد (كاتب)
ديفيد برادفورد (بالإنجليزية: David Bradford) هو كاتب واقتصادي أمريكي، ولد في 8 يناير 1939 في كامبريدج في الولايات المتحدة، وتوفي في 22 فبراير 2005 في فيلادلفيا في الولايات المتحدة.

## وصلات خارجية
- ديفيد برادفورد على موقع إن إن دي بي (الإنجليزية)